# Tharp House
Pour les articles homonymes, voir Tharp.
Tharp House (littéralement : La maison de Tharp) est une maison historique située près de Farmington, dans le comté de Kent, Delaware, c'était la maison du gouverneur du Delaware William Tharp (en) (1803-1865).
Elle a été inscrite sur le registre national des lieux historiques en 1973.